# 모던 크리에이션 뮌헨
모던 크리에이션 뮌헨 (Modern Creation München)은 1976년 독일 뮌헨에 설립된 패션 브랜드이다. ‘비세토스(Visetos)’라 불리는 MCM 브랜드의 모노그램은 캐리어와 가죽 제품, 의류(RTW), 신발 및 액세서리를 아우르는 다양한 MCM 제품에 사용된다. MCM은 직영 매장, 프랜차이즈 파트너쉽 과 백화점 도매업을 통해 전 세계에 전략적으로 제품을 판매하고 있다.

## 역사

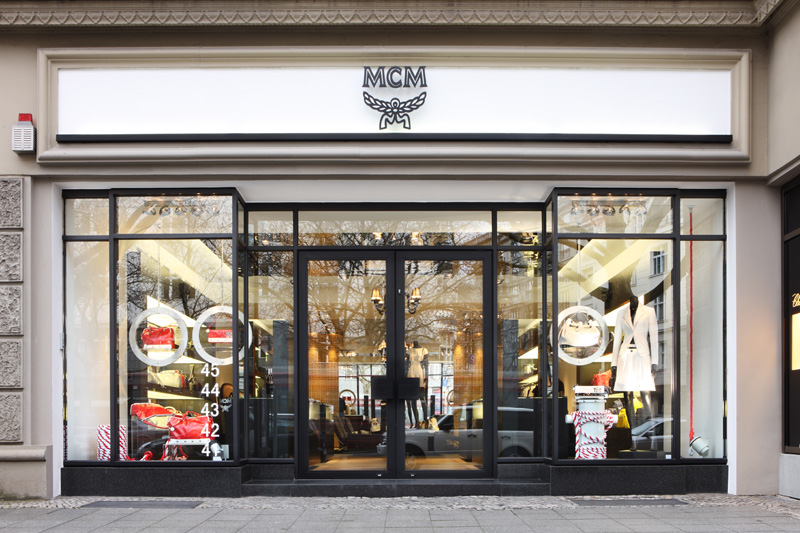
MCM Berlin

엠씨엠(MCM)은 1976년 독일의 도시 뮌헨에 설립된 패션 브랜드이다. 엠시엠(MCM)의 역사는 현대 여행 문화가 탄생되던 시대와 그 궤를 같이한다. 엠씨엠 (Modern Creation München)이라는 브랜드 이름은 엠씨엠(MCM)이 탄생한 도시 뮌헨에 바치는 오마주이며, 로마숫자로 1900을 상징, 현대 적인 브랜드의 태도를 반영한다.
엠씨엠(MCM)은 모더니즘 문화의 르네상스를 맞이하고 있었던 70년대 뮌헨과 함께 화려한 번영을 누릴 수 있었다. 이 시절 뮌헨은 전 세계를 자유롭게 여행하는 제트족과 패션 피플, 국제적 유명 인사들의 제 2의 고향으로 각광받고 있었다. 전 세계를 무대로 활동하던 트렌드 세터들, 거물급 인사들, 오피니언 리더들이 모두 뮌헨에 모여 들었으며, 이들이 품고 있던 자유를 향한 열망이 예술과 모더니즘, 영화와 음악, 스포츠, 건축 그리고 패션에 이르기까지 모든 분야에 걸쳐 발산되었다. MCM의 독특한 로고와 시그니쳐인 캐러멜 색상 역시 언제 어디서나 쉽게 찾아볼 수 있었다. 전설적인 가수 다이에나 로스 (Diana Ross) 가 파리에 도착한 후 콩코드기에서 내릴 때 들고 있던 핸드백도, 젊고 아름다운 신디 크로포드(Cindy Crawford)가 패션 촬영 중에 썼던 소품도, 또 헐리우드 연기파 거장 새미 데이비스 주니어(Sammy Davis Jr)가 머물었던 라스베가스의 호화롭고 멋진 호텔 스위트룸에 놓여져 있던 여행 가방도 모두 MCM 제품이었던 것이다. 뮌헨의 우아하고 전설적인 시절로부터 영감을 받아 탄생한 MCM은 도시의 반항적이면서도 세련된 문화적 풍요로움을 반영하며 오늘 날의 진보적인 글로벌 노마드를 위해 그 시절의 정신을 재 해석하고 변주해 나간다.
아시아에서 가장 영향력있는 여성 기업가 중 한 명인 김성주 회장이 설립한 대한민국 유통 회사이자 명품 브랜드 기업인 성주 그룹이 2005년 MCM을 인수했다. 2006년 김성주 회장은 베를린에 새로운 플래그십 스토어를 오픈하고 독일 출신 디자이너 미하엘 미할스키 (Michael Michalsky)를 MCM의 크리에이티브 디렉터로 임용하며 MCM 브랜드를 새롭게 선보였다.
2006년부터 MCM은 런던, 파리, 뉴욕, 도쿄, 홍콩, 서울, 두바이 등 전 세계 쇼핑의 중심지에서 그 영향력을 넓혀 왔다. 또한 전 세계 주요 국제 공항에 MCM 매장을 오픈했다.
2009년에는 뉴욕 플라자 (New York Plaza)와 삭스 핍스 애비뉴 (Saks Fifth Avenue 백화점)에 서 MCM 브랜드의 미국 시장 재 진출을 축하하며, 디자이너 조이 그라이슨 (Joy Gryson) 과의 협업을 통해 탄생한 뉴욕 컬렉션 (New York Collection)을 런칭했다.
2010년, 상하이에 첫 매장을 유치하며 중국 본토 시장에 진출하였다. 그 후 4년간, 베이징, 항저우, 선전, 톈진, 하이난, 청두, 선양과 같은 중국의 주요 도시에 매장을 오픈하는 쾌거를 이루었다.
2011년, 홍콩의 명소인 엔터테인먼트 빌딩 (Entertainment Building)에 세계 최대 규모의 MCM 매장을 선보였다.
다음 해, 런던의 헤롯 백화점 (Harrods)에 MCM 매장 오픈을 기념하며, 런던에 모던 모빌리티 프로젝트 (Modern Mobility Project)를 런칭한다. 이 프로젝트는 도시 여행과 글로벌 노마드 라는 테마를 중심으로 기획되었으며, 하계 올림픽 기간 동안 런던 시내를 가로지르는 MCM 루트마스터 (Routemaster)가 운영되었다.
2013년에는 싱가폴 남성 패션 위크 (Singapore Men’s Fashion Week)에서 패션쇼를 선보인데 이어, 싱가폴의 고급 복합 리조트인 마리나 베이 샌즈 (Marina Bay Sands)에 MCM 매장을 유치하며 동남아시아 마켓에 처음으로 진출하게 되었다. 같은 해, 파리의 갤러리 라파예트 (Galeries Lafayette) 백화점에서 MCM 브랜드를 처음으로 선보이게 되었고, 유럽 연합의 심장부인 스위스 취리히에 매장을 오픈 하였다.
2014년, 파리의 갤러리 라파예트와 쁘렝땅 (Printemps) 백화점, 런던의 해롯 백화점에 MCM 정규 매장 확장을 통해 유럽 시장 진출을 위한 발판을 마련했다. 또한 타이완 타이페이 브리즈 센터 (Breeze Center) 및 말레이시아 쿠알라 룸푸르 파빌리온 쇼핑센터 (Pavilion Kuala Lumpur), 일본 도쿄 긴자 지역에 매장을 유치하고, 서울에는 메가 컨셉 스토어를 오픈하는 등 아시아의 새로운 시장 확보에 박차를 가하고 있다.

## 브랜드 및 제품
MCM은 여행에서 오는 자유, 최상의 제품 품질과 흠잡을 데 없는 독일 장인 정신을 추구하는, 오늘날 글로벌 노마드의 라이프 스타일을 지향하는 패션 브랜드이다.
1976년 설립된 MCM의 시그니처 모노그램 프린트는 코냑 비세토스 (Cognac Visetos) 라고 불린다. 캐러맬 색상의 코냑 비세토스 헤리티지 컬렉션 (Cognac Visetos Heritage Collection) 을 통해 선보인 제품들은 모두 독일 장인 정신을 이어받아 최고급 가죽으로 정교하게 제작되어 내구성과 내후성이 높다. 대부분의 제품은 MCM의 로고와 고유번호가 박힌 브래스 플레이트 (Brass Plate)를 지니고 있는데 이 플레이트는 MCM의 월계수 로고와 MCM 브랜드가 탄생한 뮌헨이라는 독일의 도시를 상징한다. MCM의 헤리티지 트래블 컬렉션 (Heritage travel Collection)은 아직도 독일에서 수공예로 제작되고 있다.

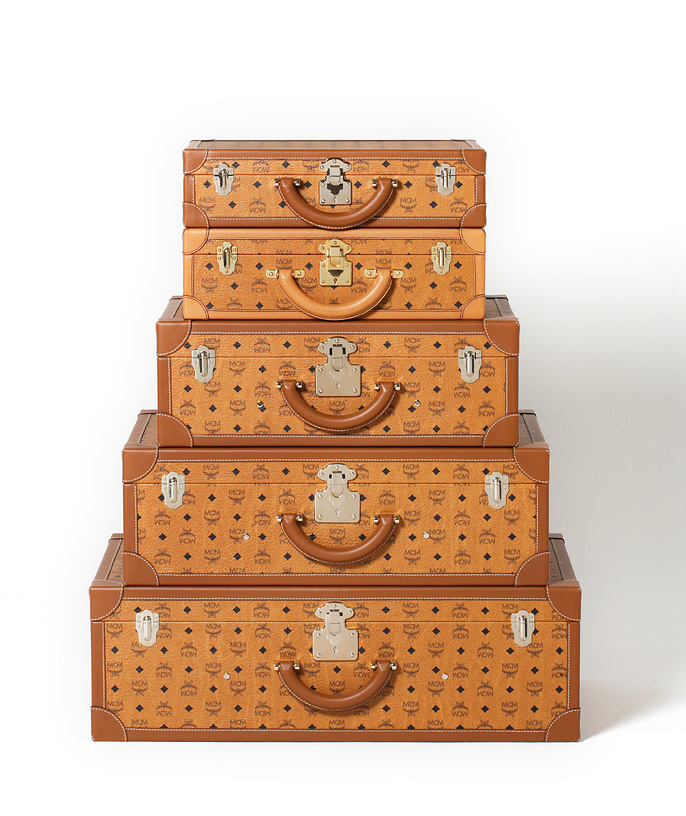
MCM Heritage Cognac Visetos Travel Collection

MCM의 대표적 가방에는 프린세스 백 (Princess bag)과 탬버린 백 (Tambourine bag), 매치 드로스트링 백 (Match bag drawstring), 스타크 (Stark)와 듀크 (Duke) 시리즈를 포함하는 다양한 백팩 등이 있다. 매 시즌 마다 MCM은 RTW캡슐 컬렉션 (Capsule collection)과 더불어 한정판 가방과 액세서리를 선보이고 있다.

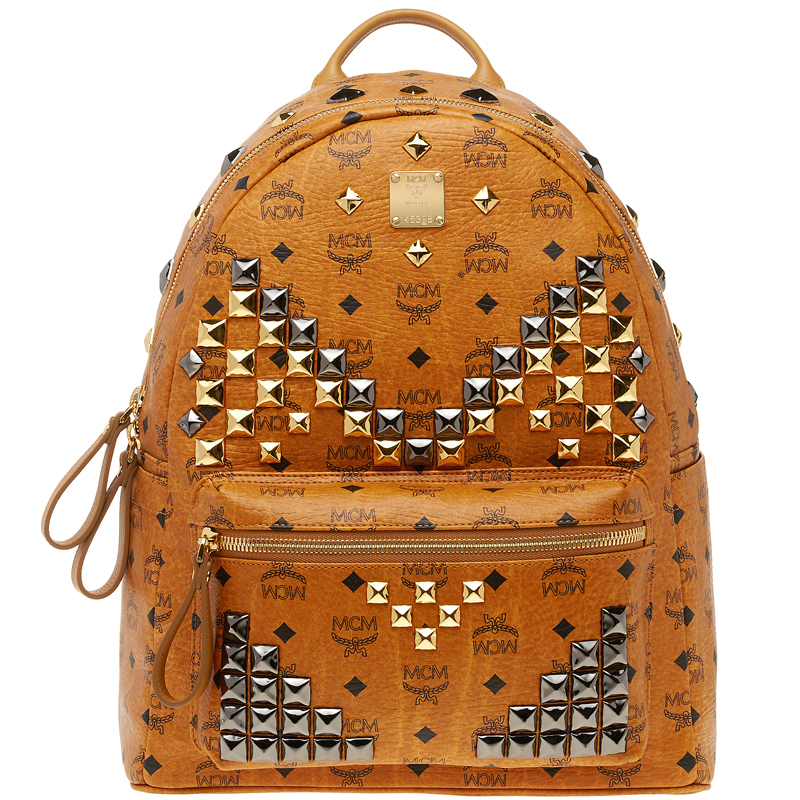
MCM Stark Backpack in Cognac Visetos

MCM 제품은 (블루밍데일, 삭스 핍스 애비뉴, 해롯 백화점, 셀프리지 백화점, 갤러리 라파예트, 쁘렝땅 백화점, 롯데 백화점 등) 전 세계 저명한 백화점에서 널리 판매되고 있다. 최근에는 주로 프랜차이즈 파트너쉽, 백화점 도매업, 그리고 전 세계 직영 매장을 통해 MCM 제품이 유통된다. MCM 매장은 쇼핑 몰이나 백화점 및 주요 공항 면세점에 판매되고 있다.

## 스페셜 콜라보레이션
MCM은 주요 현대 미술 작가 및 디자이너들과 많은 콜라보레이션을 가져왔다. 2010년에는 MCM의 중국 본토 시장 진출을 기념하며, 저명한 아티스트인 크렉 레드만 (Craig Redman)과의 콜라보레이션으로 아방가르드한 상하이 컬렉션 한정판을 선보였다. 2013년에는 아티스트 듀오 크렉 & 칼 (Craig & Karl) 이 제작한 한정판 액세서리 컬렉션인 여름 시즌 용 ‘Eyes on the Horizon’과 겨울 시즌 용 ‘Beyond Snowdome’을 두 번에 걸쳐 연이어 선보였다.
2009년에는 미국 시장 진출을 축하하며, 디자이너 조이 그라이슨과의 협업으로 도시적이고 모던한 뉴욕 컬렉션을 런칭 했다.
2010년 F/W 시즌에는 유명 셀레브리티 스타일리스트인 패트리샤 필드 (Patrcia Field)가 자신의 집에 소장하고 있는 예술 작품으로부터 영감을 받아 제작한 콜라보레이션 컬렉션을 선보였다.
2010년부터 MCM은 일본 힙합 아티스트인 타케시 오수미 (Big-O)와 함께 한정판 가방과 의류 인 페노메논 컬렉션 (Phenomenon Collections)을 전개하고 있다. 이 컬렉션은 타케시 오수미의 독특하고 자신감 넘치는 디자인이 매력적이다.
2011 S/S 시즌에MCM은 영국 아티스트 리처드 우즈 (Richard Woods)와 함께 영국의 전통적 목판 기술을 사용한 시즌 한정판 액세서리 컬렉션을 선보였다.
2014년에는 R&B 아티스트이자 프로듀서인 윌.아이.엠 (will.i.am)과의 협업을 통해 재활용된 플라스틱 병을 활용한 백팩 컬렉션인 에코사이클 컬렉션 (EKOCYCLE Collection)을 선보이게 되었다.